# Pwd

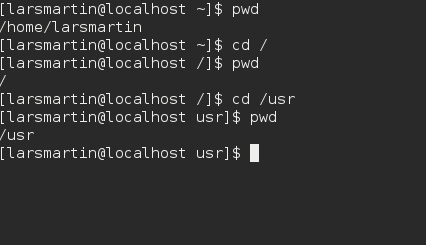

pwd (англ. print working directory — надрукувати робочий каталог) — консольна команда в UNIX-подібних системах, яка виводить повний шлях від кореневого каталогу до поточного робочого каталогу.
pwd вбудована в деякі командні оболонки такі як sh та bash.

## Приклад роботи
```
$ cd /home/wiki-user
$ pwd
/home/wiki-user
```